# Mimotragocephala dujardini
Mimotragocephala dujardini är en skalbaggsart som beskrevs av Stefan von Breuning 1971. Mimotragocephala dujardini ingår i släktet Mimotragocephala och familjen långhorningar.
Artens utbredningsområde är Madagaskar. Inga underarter finns listade i Catalogue of Life.